# Milagros Palma
Pour les articles homonymes, voir Milagro (homonymie).
Milagros Palma, née le 26 mars 1949 à Léon, est une anthropologue franco-nicaraguayenne.

## Publications
Les écrits de Milagors Palma touchent de nombreux champs, allant de l'essai anthropologique à la fiction. Son œuvre fut récompensée à de nombreuses reprises. En 1999, elle fut finaliste du Prix international José Marti de l'UNESCO.

### Romans et nouvelles
- La vie, c'est comme ça… (Así es la vida)
- Noces de cendres (Bodas de cenizas)
- Le Pacte (El Pacto)
- Le Gouffre
- L'Évêque (El Obispo)
- Un latino-américain à Paris (Un latinoamericano en Paris)
- Nicaragua, par les onze mille vierges… (Nicaragua. Once mil Vírgenes)
- La femme nue ou la logique du mâle
- Le masque du diable
- Le ver et le fruit
- Desencanto al amanecer  Essais
- Milagros Palma (trad. Yves Coleman et Violante do Canto), Les Letuamas, gens de l'eau : mythes et légendes de l'Amazonie, 1991 (ISBN 2-907883-31-3, BNF 35522660)
- Palabra mitica de la Gente del Agua
- Le Ventre de la grande femme de l'Amazonie
- El gusano y la fruta
- El Condor
- La mujer es puro cuento
- Los Viajeros de la Gran Anaconda
- Palabra mítica de la Gente del Agua
- Revolución tranquila de santos, diablos y diablitos
- Senderos míticos de Nicaragua
- Simbolica de la feminidad

### Anthologies
- Escritores de América latina en París, Coordinación, Milagros Palma, 2006, 248 p.
- El mito de París, Veinte entrevistas con escritores latinoamericanos en París, 2003, 206p
- Le Paris Latino-américain/El Paris latinoamericano. Milagros Palma, Sélection et présentation/ Selección y presentación. Prefacio de Claude Couffon, 2006, 398p.
- Annuaire des écrivains latino-américains en France (Anuario de escritores latinoamericanos en Francia).
- Écritures de femmes d’Amérique latine en France (Du XIXe siècle à nos jours)/Escrituras de mujeres de América latina en Francia (Del siglo XIX hasta nuestros días), Milagros Palma, Sélection et présentation/ Selección y presentación. Préface de Michèle Ramond/Prologue de Milagros Ezquerro, 2007, 418p.

Milagros Palma a été Maître de Conférences à l’Université de Caen, et à l’Université Paris 12. Depuis 2014, elle est professeur des Universités à  l'Université de Picardie Jules Verne.  Elle est membre fondatrice de l’école doctorale GRADIVA.

## Sa maison d'édition
En 1986, Milagros Palma crée la maison d'édition Indigo & Côté-Femmes dont l'objectif était de publier les œuvres de femmes jamais rééditées, telles Olympe de Gouges, Flora Tristan et George Sand, ainsi que des textes traitant des rapports entre les sexes. Les éditions Indigo & Côté-Femmes comptent aujourd'hui 5 collections. La première, créée en 1990 est la collection « Des femmes dans l'Histoire » (290 titres sont aujourd'hui publiés dans cette collection). En 1992, elle a organisé à l'Unesco le 3e symposium « Écriture de femmes d'Amérique Latine ».
En 1993, elle crée le Prix Sor Juana Inés de la Cruz à la Foire du livre de Guadalajara (Mexique) et en 1994, elle créa le Prix International Gabriela Mistral avec le Groupe Mujer y Sociedad de l'Université National de Colombie à Bogotá. Ce prix a été célébré pendant 5 ans à la Foire International du livre de Bogotá.

### Œuvres ayant obtenu le prix Sor Juana Inés de la Cruz
- 1993 : Dulcinea encantada d'Angelina Muñiz-Huberman (Mexique)
- 1994 : Nosotras que nos queremos tanto de Marcela Serrano (Chili)
- 1995 : Asalto al paraíso de Tatiana Lobo (Chili)
- 1996 : Busca mi esquela d'Elena Garro (Mexique)
- 1996 : El cristo feo d'Alicia Yanez Cossio (Équateur)
- 1997 : Dulce compañía de Laura Restrepo (Colombie)
- 1998 : El amor que me juraste de Silvia Molina (Mexique)
- 1999 : La tierra del fuego de Sylvia Iparraguirre (Argentine)
- 2000 : Declarado desierto
- 2001 : Nadie me verá llorar de Cristina Rivera Garza (Mexique)
- 2002 : Cielo de tambores d'Ana Gloria Moya (Argentine)
- 2003 : El rastro de Margo Glantz (Mexique)
- 2004 : Ya no pisa la tierra tu rey de Cristina Sánchez-Andrade (Espagne)
- 2005 : Agosto y fuga de Paloma Villegas (Mexique)
- 2006 : Desde las cenizas de Claudia Amengual (Uruguay)
- 2007 : Yo nunca te prometí la eternidad de Tununa Mercado (Argentine)
- 2008 : El infinito en la palma de la mano de Gioconda Belli (Nicaragua)
- 2009 : La muerte me da de Cristina Rivera Garza (Mexique)
- 2010 : Las grietas de Jara de Claudia Piñeiro (Argentine)
- 2011 : Inés y la alegría de Almudena Grandes (España.
- 2012 : Sangre en el ojo de Lina Meruane (Chile)
- 2013 : La bomba de San José de Ana García Bergua (México)
- 2014 : El cielo no existe de Inés Fernández Moreno (Argentina)
- 2015 : El país del diablo de Perla Suez (Argentina)

Aujourd'hui, la maison d'édition Indigo & Côté-femmes continue de publier des œuvres de femmes chaque année plus nombreuses, ainsi que des travaux universitaires sur le monde hispanique.